# Campañas correntinas contra Rosas
Durante las décadas de 1830 y 1840, la relación de la Provincia de Corrientes con la Provincia de Buenos Aires, gobernada ya por Juan Manuel de Rosas fue conflictiva. El centralismo porteño, no menor en la etapa federal que durante el precedente Directorio, llevaría que en 1839 el gobernador Genaro Berón de Astrada se aliase al expresidente uruguayo Fructuoso Rivera y a los unitarios de Montevideo en contra de Rosas.
Cinco ejércitos correntinos participaron en las campañas, siendo destruidos los cuatro primeros en las batallas de Pago Largo, Quebracho Herrado, Arroyo Grande y Vences respectivamente, mientras que el quinto ejército correntino formó parte del Ejército Grande que derrotó a Rosas en la Batalla de Caseros.

## Primer ejército correntino contra Rosas

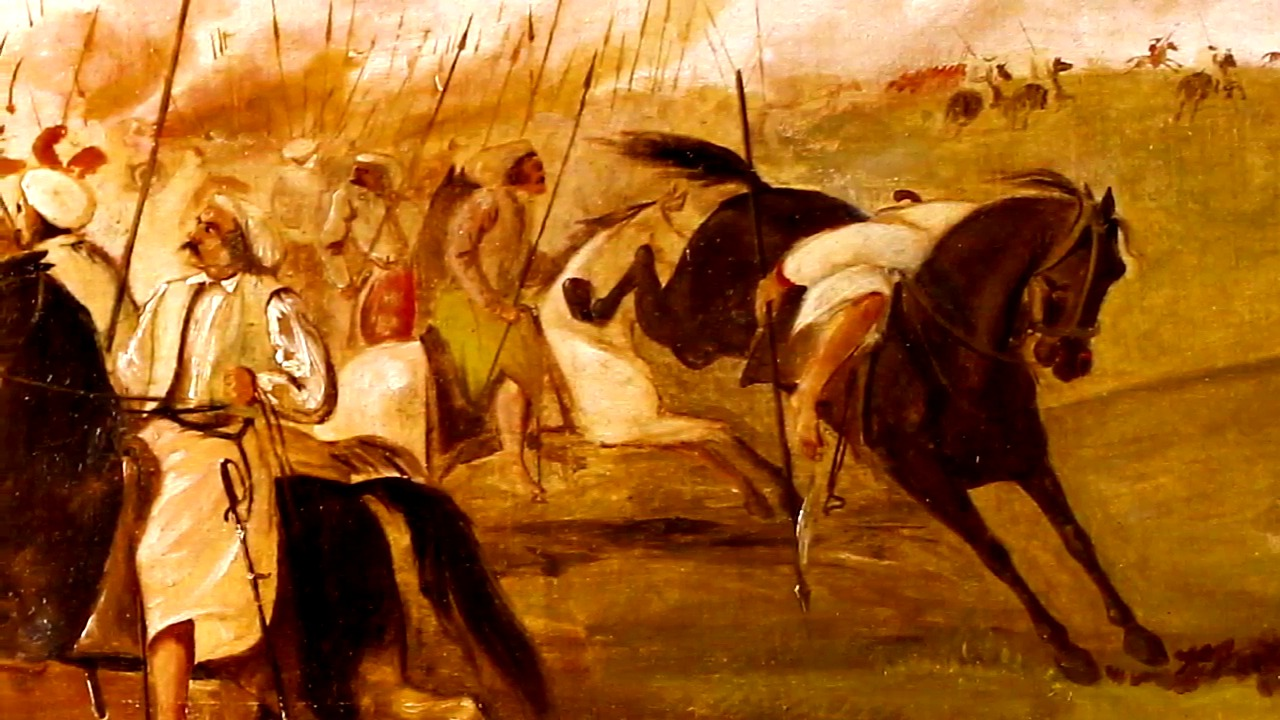
Batalla de Pago Largo, carga de caballería Correntina, 1857 (detalle). Óleo de Juan Manuel Blanes.

El 26 de febrero de 1839 Berón de Astrada se pronunció contra Rosas y el gobernador de Entre Ríos Pascual Echagüe, encargado por Rosas de vigilar sus movimientos, invadió la provincia de Corrientes. Berón de Astrada, sin la prometida ayuda de Rivera, reunió 5.000 hombres al sur de Curuzú Cuatiá junto al arroyo Pago Largo, en donde fueron sorprendidos el 31 de marzo por las tropas de Echagüe, resultando muerto el gobernador correntino y la mitad de sus tropas; todo el resto de los soldados fueron tomados prisioneros.
Tras su victoria en la batalla de Pago Largo, los rosistas se apoderaron de la provincia, destruyeron el pueblo de Esquina y nombraron el 6 de julio de 1839 al coronel José Antonio Romero como gobernador.
Como consecuencia de las acciones de Juan Galo Lavalle, Echagüe se retiró a Entre Ríos y un levantamiento en la ciudad de Corrientes instaló a Pedro Ferré nuevamente como gobernador el 6 de octubre de 1839.

## Segundo ejército correntino contra Rosas
Sin haber transcurrido un año desde la batalla de Pago Largo, Ferré logró armar un nuevo ejército de 3.000 hombres, que puso al mando de Juan Lavalle, quien se había refugiado en Corrientes al ser derrotado en sus incursiones en Entre Ríos. El ejército fue equipado con armas obtenidas en el Brasil y se situó su cuartel general en Rincón del Ombú, al sur de Curuzú Cuatiá. Corrientes conservó su alianza con Rivera y con los unitarios de Montevideo, pero solo pudieron prestarle escasa ayuda. A fines de 1839, el gobernador de Santa Fe, Juan Pablo López, incursionó en el sur de Corrientes; pero Lavalle lo eludió retirando su ejército hacia el norte. López arreó el ganado que encontró y se retiró de Corrientes. Mientras tanto, Echagüe era derrotado por Rivera en el Uruguay en la batalla de Cagancha, del 29 de diciembre de 1839.
El 1 de enero de 1840 Ferré le declaró la guerra a Rosas:

(...) contra el usurpador Juan Manuel de Rosas y sus secuaces, protestando no dejar las armas hasta no derrotar al tirano, oprobio de la Nación Argentina (...)

El ejército correntino al mando de Lavalle inició sus operaciones el 27 de febrero, con una expedición hacia Santa Fe que cruzó el río Paraná frente a Goya, para avanzar por el Gran Chaco. La expedición iba al mando del exgobernador santafesino Mariano Vera y de Francisco Reinafé, pero fue derrotada completamente en Cayastá el 26 de marzo.
El grueso del ejército correntino al mando de Lavalle marchó hacia el río Uruguay para bordearlo en dirección a Concordia, girando luego hacia Paraná en busca del gobernador Echagüe. El 26 de marzo, un destacamento de observación entrerriano fue dispersado por los correntinos a orillas del arroyo Villaguay. Ante la inacción de Echagüe, Lavalle continuó avanzando, pero el 9 de abril los ejércitos chocaron en la batalla de Don Cristóbal, donde Echagüe retiró sus tropas a tiempo para reorganizarlas y salvarlas del desastre. El general López "Chico", del ejército correntino, murió en esa batalla.
Echagüe retiró sus tropas a Nogoyá y luego hacia Paraná, estableciéndose defensivamente en Sauce Grande, rodeado de defensas naturales. Lavalle atacó la posición (Batalla de Sauce Grande), pero fue rechazado con grandes pérdidas, por lo que trasladó su ejército hasta Punta Gorda (Diamante), en donde cruzó el río Paraná por medio de barcos franceses hacia San Pedro, en la Provincia de Buenos Aires.
El ejército correntino llegó hasta Merlo, sin contar con el apoyo de la población local, por lo que el 7 de diciembre se vio obligado a retirarse hasta Santa Fe, seguido por Manuel Oribe. Rodeado por las fuerzas de Juan Pablo López y asediado por Oribe, continuó el 18 de noviembre hacia Córdoba, con la idea de unirse a las fuerzas de Gregorio Aráoz de Lamadrid en la Coalición del Norte. Pero fue alcanzado y derrotado por Oribe en la batalla de Quebracho Herrado el 28 de noviembre. Las fuerzas de Oribe marcharon 150 km en dos días para alcanzarlo. Tras la derrota completa del ejército correntino de Lavalle, sus restos fueron recogidos por Lamadrid, junto con su jefe y se retiraron hacia el norte. Corrientes quedó completamente indefensa, pero Ferré comenzó a armar otro ejército: 

(...) la causa de la libertad no depende de un contraste inesperado, armémonos y la victoria será nuestra, desde mañana todos estamos en campaña (...)

## Tercer ejército correntino contra Rosas
Ferré puso a Rivera al mando del nuevo ejército correntino, adicionado con las tropas de este último, quien marchó a su frente para instalar su cuartel general en Laguna Ábalos. El arribo a Goya del general José María Paz hizo que Ferré le entregara el mando del ejército correntino, al que este llamó Ejército de Reserva.
El general Paz se instaló con sus tropas en Paso Nuevo, al sur del río Corriente, pero debió cruzar hacia el norte este río y dirigirse a Mercedes ante el avance del uruguayo Servando Gómez en dirección a Goya. Las fuerzas entrerrianas de Echagüe habían invadido el sur correntino en septiembre de 1841 encontrándose con las correntinas el 28 de noviembre en la Batalla de Caaguazú. Al iniciarse la batalla, Echagüe contaba con 5.000 hombres y 12 piezas de artillería, al mando del coronel Servando Gómez; el general Paz contaba con 3.000 hombres. Pero la efectiva táctica de Paz le dio la victoria: el ejército correntino tuvo 53 muertos, mientras los entrerrianos perdieron 1.356 muertos y 800 prisioneros, además de toda la artillería, el parque y casi toda las armas de infantería.
Debido a la derrota, Echagüe regresó a Entre Ríos, mientras que la Legislatura entrerriana lo desplazó del mando y nombró gobernador al general Justo José de Urquiza. Rivera invadió Entre Ríos desde el Uruguay, mientras que el gobernador santafesino Juan Pablo López entró en conflicto con Rosas y se pronunció en su contra. En tanto, Paz invadió Entre Ríos y ocupó Paraná, huyendo Urquiza hacia Buenos Aires, por lo que Paz se hizo nombrar gobernador.
Ferré ordenó el retiro hacia Corrientes de las fuerzas correntinas por desinteligencias con Paz, y este quedó al mando solamente de los prisioneros entrerrianos tomados en Caaguazú, que habían sido unidos a su ejército. Mientras tanto, Juan Pablo López era derrotado en su intento de defender Santa Fe frente al avance de Oribe, y Echagüe fue nombrado gobernador de esa provincia.
Paz retiró su ejército hacia el río Uruguay con la intención de unirse a las fuerzas de Rivera, pero los ex prisioneros de Caaguazú se sublevaron y se unieron a las fuerzas de Urquiza. Paz ancanzó Concepción del Uruguay prácticamente solo, entregó sus escasas fuerzas a Rivera y se refugió en Paysandú.
Juan Pablo López cruzó a Entre Ríos y avanzó hacia el este para unirse a Rivera, logrando una victoria menor sobre Urquiza en un paso sobre el río Gualeguay. Ferré puso a Rivera al mando de las tropas correntinas, que marcharon hacia Entre Ríos para unírseles, bajo el mando de Manuel Ramírez.
Rivera, al frente de las fuerzas correntinas, coloradas uruguayas y las escasas fuerzas de López y de Paz, formó un ejército de 8.000 hombres. Fue derrotado completamente el 6 de diciembre de 1842 en la Batalla de Arroyo Grande por el ejército de Oribe. Este había cruzado el río Paraná desde Santa Fe con un ejército de 9.000 hombres, que incrementó a 12.000 y consiguió dominar Entre Ríos.
Urquiza recuperó el control de todo Entre Ríos, y Ferré huyó al Paraguay, mientras los restos de su ejército regresaban a Corrientes. Rivera cruzó el río Uruguay seguido luego por Oribe, iniciando la Guerra Grande del Uruguay. El rosista Pedro Cabral fue nombrado gobernador de Corrientes.

## Cuarto ejército correntino contra Rosas
El 31 de marzo de 1843 el general Joaquín Madariaga, quien había logrado huir luego de la derrota de Arroyo Grande, atravesó el río Uruguay por Paso de los Libres con 108 correntinos exiliados en el Brasil. Estas fuerzas adicionadas con fuerzas formadas en Mercedes, Curuzú Cuatiá, Esquina y Bella Vista, avanzaron hacia la ciudad de Corrientes, que fue tomada por Virasoro sin resistencia el 13 de abril de 1843. El coronel José Miguel Galán, de las fuerzas de Urquiza, fue derrotado por Madariaga en la batalla de Laguna Brava el 6 de mayo.
El nuevo ejército correntino fue reorganizado en el campamento de Villanueva y el 16 de diciembre penetraron en Entre Ríos. El 30 de diciembre de 1843 ocuparon Concordia y pasaron el río Uruguay, tomando Salto y dejándola en poder de Rivera. El 17 de enero de 1844 se produjo el Combate de Palmar entre las tropas de Madariaga y del coronel Eugenio Garzón, quien se retiró, mientras Madariaga regresaba al campamento de Villanueva en Corrientes.
A principios de 1845, el general Paz volvió a Corrientes y fue puesto al mando de la guerra. En noviembre de ese año, Corrientes y Paraguay firmaron una alianza y tropas paraguayas llegaron a la territorio correntino.
Garzón situó su campamento en Arroyo Grande, en donde esperó a Urquiza que regresaba con 2.000 hombres desde Montevideo y luego ingresaron en la Provincia de Corrientes. El 13 de enero lograron un pequeño triunfo sobre fuerzas de Paz en Pago Largo. Paz recibió el aporte de los paraguayos al mando de Francisco Solano López, pero se retiró hacia el norte, lo mismo que Madariaga con 1.500 hombres.
Fuerzas de vanguardia de ambos ejércitos chocaron en la batalla de Laguna Limpia, cerca de Yaguareté Corá y de San Miguel; allí fue capturado Juan Madariaga, hermano del gobernador. Las fuerzas de Paz y de Madariaga se unieron al norte del río Santa Lucía, mientras al sur del río se situaba Urquiza, quien luego se retiró con sus fuerzas a Entre Ríos sin combatir.
Desacuerdos entre los Madariaga y Paz llevaron a un intento de golpe de Estado de este último; su fracaso determinó el exilio de Paz y otros oficiales forasteros en Paraguay. Las fuerzas paraguayas, que habían tomado partido por Paz, abandonaron el territorio correntino.
Madariaga había comenzado tratativas con Urquiza y firmó con él el Tratado de Alcaraz, por medio del cual Corrientes se reintegraba a la Confederación Argentina y al Pacto Federal de 1831, mientras conservaba su alianza con el Paraguay y los unitarios de Montevideo.
El tratado fue rechazado por Rosas, por lo que quedó sin efecto. Urquiza intentó reabrir nuevamente negociaciones con Madariaga y reconoció al nuevo gobierno de Montevideo, lo cual fue reprobado enérgicamente por Rosas, quien le ordenó avanzar sobre Corrientes.
Urquiza inició el avance 4 de noviembre de 1847 desde su campamento del Calá con 5.000 hombres, entre ellos 2.000 correntinos al mando de los coroneles Nicanor Cáceres y José Antonio y Benjamín Virasoro. Urquiza derrotó a Madariaga en la batalla de Vences el 26 de noviembre de 1847. Los restos del ejército correntino huyeron al Paraguay, mientras Miguel Virasoro era nombrado nuevo gobernador, luego reemplazado por su hermano Benjamín, ambos partidarios de Urquiza.

## Quinto ejército correntino contra Rosas
A fines de septiembre de 1850 Urquiza y Benjamín Virasoro, se entrevistaron en Concordia y acordaron una estrategia conjunta contra Juan Manuel de Rosas.
En enero de 1851, un enviado de Urquiza propuso una alianza con el cónsul brasileño en Montevideo. Virasoro mantuvo el ejército correntino en su cuartel general de San Roque. Mientras tanto, el 1 de mayo de 1851 Urquiza se pronunció en contra de Rosas, aceptando la renuncia de Rosas como encargado de las relaciones exteriores y separó a la Provincia de Entre Ríos de la Confederación Argentina.
Virasoro adhirió pocos días después, separando a la Provincia de Corrientes de la Confederación. El 29 de mayo se firmó el Tratado de Montevideo para luchar contra Oribe, entre los enviados de Urquiza Antonio Cuyás y Sempere, el delegado brasileño Rodrigo de Souza Coutinho, y Manuel Herrera y Obes por el gobierno de Montevideo.
Las fuerzas entrerrianas y correntinas pasaron al Uruguay atravesando el río Uruguay el 16 de julio de 1851; en su avance hacia Montevideo, la mayor parte del ejército de Oribe se pasó a los invasores. De que Oribe capituló y levantó el sitio a esa ciudad el 8 de octubre.
Rosas respondió declarándole la guerra al Brasil el 18 de agosto. El 21 de noviembre se firmó un pacto en contra de Rosas; las tierras públicas de Entre Ríos y de Corrientes quedaban hipotecadas para financiar la campaña, y Urquiza se comprometió a reconocer la independencia del Paraguay y permitir la libre navegación de los ríos. Fue nombrado jefe del Ejército Grande, reunió 30.000 hombres en Diamante y cruzó hacia Santa Fe, donde no halló resistencia.
El 3 de febrero de 1852, Rosas fue derrotado en la Batalla de Caseros y se exilió en Inglaterra.